# Clara Burel
Clara Burel (Rennes, 24 maart 2001) is een tennisspeelster uit Frankrijk. Burel begon op zesjarige leeftijd met het spelen van tennis. Haar favoriete ondergrond is hardcourt. Zij speelt rechtshandig en heeft een tweehandige backhand. Zij is actief in het internationale tennis sinds 2016.

## Loopbaan
In 2018 speelde zij de meisjesfinale van het Australian Open 2018, die zij verloor van Liang En-shuo. Later dat jaar kreeg zij een wildcard voor Roland Garros, door te dubbelen met Diane Parry. Ook op het US Open 2018 speelde zij de meisjesfinale, die zij verloor van de Chinese Wang Xiyu.
In 2019 debuteerde Burel ook in het enkelspel op de grandslamtoernooien, op het Australian Open waarvoor zij een wildcard had gekregen – zij verloor haar openingspartij van de Spaanse Carla Suárez Navarro.
In 2020 speelde Burel met een wildcard op het ITF-toernooi van Grenoble (Frankrijk) – hier won zij haar eerste professionele titel. Later dat jaar speelde zij met een wildcard op Roland Garros – zij versloeg onder meer de Nederlandse Arantxa Rus en bereikte de derde ronde.
In mei 2021 won Burel haar tweede ITF-enkelspeltitel, in Saint-Gaudens (Frankrijk) – hiermee kwam zij binnen in de top 150 van de wereldranglijst. Zij stond in juli voor het eerst in een WTA-finale, op het toernooi van Lausanne – zij verloor van de Sloveense Tamara Zidanšek. Hierdoor maakte Burel haar entrée op de top 100.
Twee jaar later bereikte zij wederom de finale op het WTA-toernooi van Lausanne – ditmaal werd zij geklopt door de Italiaanse Elisabetta Cocciaretto. In december veroverde Burel haar eerste WTA-titel, op het WTA 125-toernooi van Angers, door landgenote Chloé Paquet te verslaan.
Na het bereiken van de kwartfinale op het WTA-toernooi van Linz steeg Burel in februari 2024 naar de top 50 van de wereldranglijst.

### Tennis in teamverband
In de periode 2021–2024 maakte Burel deel uit van het Franse Fed Cup-team – zij vergaarde daar een winst/verlies-balans van 2–4.

## Posities op deWTA-ranglijst
Positie per einde seizoen:
| jaar | rang enkelspel | rang dubbelspel |
| ---- | -------------- | --------------- |
| 2018 | 612            | 1121            |
| 2019 | 871            | –               |
| 2020 | 235            | 741             |
| 2021 | 77             | 265             |
| 2022 | 135            | 1010            |
| 2023 | 61             | 644             |

## Resultaten grandslamtoernooien
| Legenda | Legenda                          |
| ------- | -------------------------------- |
| g.t.    | geen toernooi gehouden           |
| l.c.    | lagere categorie                 |
| –       | niet deelgenomen                 |
| G       | uitgeschakeld in de groepsfase   |
| 1R      | uitgeschakeld in de eerste ronde |
| 2R      | uitgeschakeld in de tweede ronde |
| 3R      | uitgeschakeld in de derde ronde  |
| 4R      | uitgeschakeld in de vierde ronde |
| KF      | uitgeschakeld in de kwartfinale  |
| HF      | uitgeschakeld in de halve finale |
| F       | de finale verloren               |
| W       | het toernooi gewonnen            |
| w-v     | winst/verlies-balans             |

### Enkelspel
| toernooi        | 2019 | 2020 | 2021 | 2022 | 2023 | 2024 |
| --------------- | ---- | ---- | ---- | ---- | ---- | ---- |
| Australian Open | 1R   | –    | 1R   | 1R   | 2R   | 3R   |
| Roland Garros   | –    | 3R   | 1R   | 1R   | 1R   |      |
| Wimbledon       | –    | g.t. | 2R   | 1R   | –    |      |
| US Open         | –    | –    | 1R   | 3R   | 3R   |      |

### Vrouwendubbelspel
| toernooi        | 2018 |      | 2020 | 2021 | 2022 | 2023 | 2024 |
| --------------- | ---- | ---- | ---- | ---- | ---- | ---- | ---- |
| Australian Open | –    | –    | –    | 1R   | –    | 1R   |      |
| Roland Garros   | 1R   | 1R   | 3R   | 1R   | 1R   |      |      |
| Wimbledon       | –    | g.t. | –    | 1R   | –    |      |      |
| US Open         | –    | –    | –    | –    | 1R   |      |      |

### Gemengd dubbelspel
| toernooi        | 2022 | 2023 |
| --------------- | ---- | ---- |
| Australian Open | –    | –    |
| Roland Garros   | 2R   | 1R   |
| Wimbledon       | –    | –    |
| US Open         | –    | –    |

## Palmares
| Legenda                 |
| ----------------------- |
| Grandslamtoernooi       |
| Olympische Spelen       |
| Year-End Championships  |
| Premier Mandatory       |
| Premier Five / WTA 1000 |
| Premier / WTA 500       |
| International / WTA 250 |
| Challenger / WTA 125    |

### WTA-finaleplaatsen enkelspel
| nr.              | finale     | toernooi     | ondergrond    | tegenstandster         | score         |         |
| ---------------- | ---------- | ------------ | ------------- | ---------------------- | ------------- | ------- |
| gewonnen finales |            |              |               |                        |               |         |
| 1.               | 2023-12-10 | WTA Angers   | hardcourt (i) | Chloé Paquet           | 3-6, 6-4, 6-2 | details |
| verloren finales |            |              |               |                        |               |         |
| 1.               | 2021-07-18 | WTA Lausanne | gravel        | Tamara Zidanšek        | 6-4, 6-7, 1-6 | details |
| 2.               | 2023-07-30 | WTA Lausanne | gravel        | Elisabetta Cocciaretto | 5-7, 6-4, 4-6 | details |